# HNLMS K VIII
Le HNLMS K VIII ou Zr.Ms. K VIII est un sous-marin, navire de tête  de la classe K VIII en service dans la Koninklijke Marine (Marine royale néerlandaise) pendant la Seconde Guerre mondiale.

## Histoire
Le K VIII a été commandé par le ministère néerlandais des Colonies au chantier naval Koninklijke Maatschappij de Schelde à Flessingue le 27 juin 1917, mis en chantier le 31 octobre 1917, mais n'a été lancé que le 28 mars 1922.
Le 18 septembre 1922, le K VIII entame le voyage vers les Indes orientales néerlandaises. Au cours de ce passage, le navire était accompagné des sous-marins K II et K VII et du navire de ravitaillement de sous-marins Pelikaan. Le convoi a quitté le port de Flessingue, et a fait escale en Tunisie, à Gibraltar, Alexandrie, Aden, Colombo et Sabang, avant d'arriver à Tanjung Priok le 24 décembre.

### La Seconde Guerre mondiale
Au début de la guerre avec le Japon, le K VIII se trouvait à Surabaya, tenu en réserve. En janvier 1942, le K VIII est déployé avec l'équipage du K XIII qui avait été endommagé par l'explosion d'une batterie. le K VIII patrouille dans la mer de Java et le détroit de Madura, mais n'attaque pas les navires ennemis. Après l'invasion de Java par les forces armées japonaises, le K VIII s'enfuit à Fremantle en Australie.
Après l'arrivée du K VIII à Fremantle, l'équipage est envoyé au Royaume-Uni pour équiper de nouveaux sous-marins. En raison de l'âge et du manque d'équipage qui en résultait, il a été décidé de mettre hors service le K VIII le 18 mai 1942.

### Destin
Les batteries de K VIII ont été récupérées pour remplacer celles de K IX. Après un nouveau démantèlement en 1943, la coque est remorquée vers le sud dans le détroit de Cockburn où elle devait être échouée dans la baie de Jervoise et démantelée. Cependant, alors qu'elle était remorquée, la coque a sombré à 100 mètres au large et a été abandonnée. La coque est restée là jusqu'en 1957, date à laquelle elle a été déclarée comme un danger pour la navigation par l'utilisation de la nouvelle raffinerie de Kwinana et a été détruite à l'aide d'explosifs.

## Commandants
- Luitenant ter zee 2e klasse (Lt.) Baron Carel Wessel Theodorus van Boetzelaer du 1er novembre 1939 au 9 décembre 1939
- Luitenant ter zee 2e klasse (Lt.) Baron Carel Wessel Theodorus van Boetzelaer du 6 juillet 1940 au 14 octobre 1940
- Luitenant ter zee 1er klasse (Lt.Cdr.) Martinus Albert Johan Derksema du 7 janvier 1942 au 11 avril 1942
- Luitenant ter zee 2e klasse (Lt.) Jacobus Wilhelmus Caspers du 11 avril 1942 au 18 mai 1942